# 耳柱骨
耳柱骨（英語：columella）是爬蟲類、兩生類與鳥類的聽小骨，可將聲波從鼓膜傳到內耳，其內端較粗，緊貼內耳的卵圓窗；外端較粗，連接在鼓膜中央。其功能相當於哺乳類中耳的鐙骨。